# Zazaja
Zazaja (Zazāja) – wysoki dostojnik za rządów asyryjskiego króla Sennacheryba (704-681 p.n.e.), gubernator prowincji Arpad; z asyryjskich list i kronik eponimów wiadomo, iż w 692 r. p.n.e. sprawował urząd limmu (eponima). 